# 重脚目

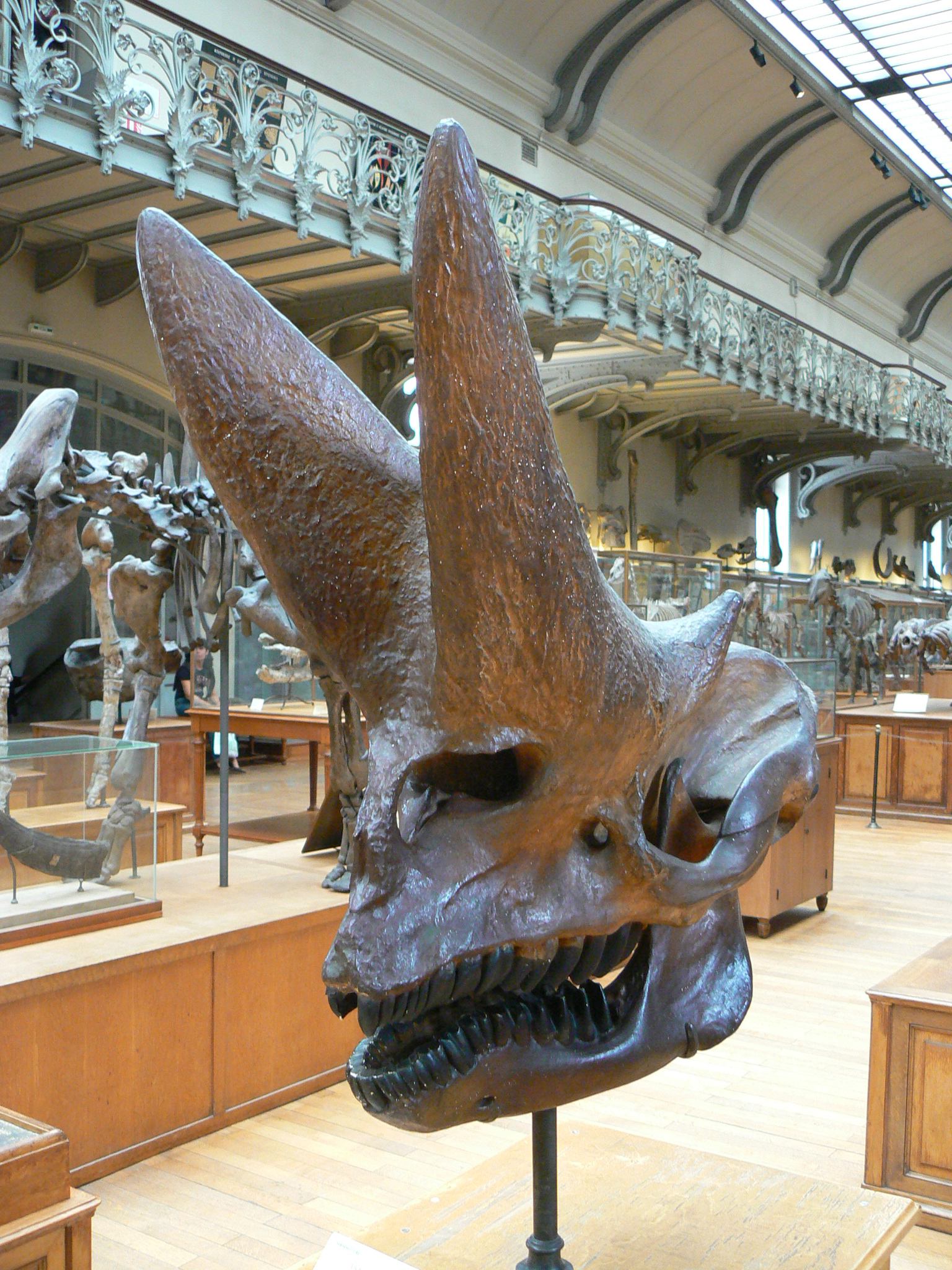
画像-1

重脚目（じゅうきゃく もく、学名：ordo Embrithopoda）は、かつてアフロ・ユーラシア大陸に生息していた植物食性有蹄哺乳類の一分類群（1目）。

## 概要
現世種で言えばサイのような形態をしたなかまである。約4,000万年前（新生代始新世後期前半［バートニアン］）のアフリカ大陸に現れ、やがてユーラシア大陸にも分布を拡げた。
彼らは2,000万年以上の間にわたり繁栄したが、約2,300万年前（漸新世末期［チャッティアン］）を境に地上から姿を消した。
真獣下綱のうちの、中生代白亜紀のアフリカ大陸で系統発生したアフリカ獣上目に属し、さらにその中の、近蹄類として総括される有蹄哺乳類の一つである。
アルシノイテリウム科とフィナコロフス科の 2科で構成される。
比較的よく知られている種として、アルシノイテリウム属を挙げることができる。
翻して言えば、それ以外で一般的に知られている種は無い。

## 発見史
重脚目の化石は、1970年代まではエジプトのファイユーム地方以外から発見されることが無かった。
そのため、アフリカ大陸に固有の絶滅哺乳類と考えられてきた。
しかし、1980年代に入ると、モンゴル、トルコ、ルーマニアからも発見され、ユーラシア大陸にも広く分布していたことが明らかとなった。
その後も、北アフリカのリビア、同じくサブサハラ・アフリカのエチオピアとアンゴラ、アラビア半島のオマーン、および、中国が発見地リストに書き加えられている。

## 生物的特徴

### 形質
重脚目は、骨の太い頑丈で大きな体躯と、短くはあるが柱のようにがっしりとした四肢を持つ、重量感のある動物であった。
このグループに属する全ての種がそうであったわけではないが、代表種であるアルシノイテリウム属などは、頭部、その吻部上方に巨大な角を具えていて、非常に印象的である。
外観は現生のサイにかなり似ていたに違いない。
ただし、両者の間に進化系統上の類縁性は無く、全ては収斂進化による結果的相似である。
角質（ケラチン）でできているサイのそれとは異なり、彼らの角は骨質であった。
すなわち、体毛の角質が伸張し変化して形成されたサイの角とは全く異質な、頭蓋骨自体の伸張による形成が、重脚目の角の特筆すべき形質の一つである。
アルシノイテリウムの頭部にある、並列した2本の巨大な角は、斜め前方に向けてそうとうな威圧感をもって突き出している。
ただし、角の内部は空洞となっており、大きさの割には軽量の構造体である。換言すれば、そのような構造があったからこそ、ここまでの巨大化が可能であった。
また、表面に確認される溝は血管の痕跡と考えられ、このことから、角は皮膚組織で覆われていた可能性が高い。
画像-1（右）参照：アルシノイテリウム・ジッテリ（Arsinoitherium zitteli ）の頭骨化石標本（フランスはパリの国立自然史博物館 所蔵）。
体の皮膚は現生のゾウのそれに似て、分厚く、そしてほぼ無毛であったと推定される。
歯はいくぶん原始的であり、また、その形状から植物食性であったことが分かる。
彼らの生息地として推定されるのは、平坦な地形に水が豊富にあり比較的開けた森林地帯、すなわち、熱帯および亜熱帯地域のマングローブや温帯地域その他の沼沢地である。

### 系統分類
重脚目は、アフリカ獣上目の下位区分の一つであるところの近蹄類に属している。
このグループは岩狸目（イワダヌキ目）の祖先を基底として発生した単系統群であり、岩狸目、重脚目、そして、テティス獣類（テティテリア、de:Tethytheria）の名で束ねられる長鼻目（ゾウ目）・海牛目（ジュゴン目）・束柱目（デスモスティルス目）を合わせた 5目で構成されている。
重脚目は、岩狸目から最初に分化したとするのが最も有力な説である。
テティス獣類は、重脚目の祖形（未発見の理論的動物種）を仲立ちに、岩狸目の祖形とつながっている可能性が高い。
しかし、重脚目こそがこのグループの祖に最も近い系統であるとする説、あるいは、岩狸目に始まる系統とは分けて考えるべきとの説も無視すべきではない。